# Château de Cadarache
Le château de Cadarache est un château situé à Saint-Paul-lès-Durance, dans les Bouches-du-Rhône en France. 

## Historique
Érigé au XIe siècle, le castrum de Cadarache fut probablement l'œuvre d'Hugues de Cadarache, connu sous le nom provençal d'Hugo de Cataracta et mentionné dans le cartulaire de Saint-Victor. Sa destination initiale fut certainement d'assurer la défense de la basse Provence, à l'endroit même où le Verdon se jette dans la Durance, sur un collinaire offrant une vue imprenable et à l'abri des dangereuses crues de la Durance.  
En contrebas, sur l'une des pentes qui accède à la Durance, existait un petit village comprenant deux chapelles, la principale était placée sous la protection de Saint-Michel et relevait de l’abbaye de Saint-André d’Avignon. De ces diverses églises, et des habitants, il ne reste plus rien, tout a disparu sans laisser de traces à l’exception d’une des chapelles.  
Le castrum fut détruit au XIVe siècle, dans des conditions obscures, avant que le domaine ne revienne à Honoré de Berre, éminent serviteur du bon Roi René, qui reconstruisit le château au XVe siècle sous sa forme actuelle.  
Le château fait l’objet d’une inscription au titre des monuments historiques depuis le 27 juin 1925.
En 1959, le Commissariat à l'énergie atomique s'implante à Cadarache. Des travaux de restauration sont réalisés par le CEA de 1960 à 1965.